# Lepthyphantes trivittatus
Lepthyphantes trivittatus este o specie de păianjeni din genul Lepthyphantes, familia Linyphiidae, descrisă de Caporiacco, 1935. Conform Catalogue of Life specia Lepthyphantes trivittatus nu are subspecii cunoscute.